# 速度照査
速度照査（そくどしょうさ、英語: speed check）とは、列車の速度を計測し、その速度が許容された速度の範囲内であるか否かを照合することである。速照と略されることがある。通常はATS（自動列車停止装置）などの自動列車保安装置に速度照査の機能が与えられ、列車が信号機の指示速度や、分岐器・曲線などにおける制限速度を超過し、または超過しようとした場合に、自動的にブレーキを作動させて列車を減速・停止させる仕組みになっている。

## 概要
速度照査は、定められた制限速度を守って運転士が列車を走らせていることを機械的にチェックして、守られていない場合に強制的にブレーキを掛けることで、列車の安全を守る仕組みである。
鉄道における制限速度は、分岐器やカーブの通過速度の制限のように常に一定の速度のものと、信号機の現在の表示（現示）に基づいて制限が時間的に変化するものの両方がある。速度照査の装置の種類によって、どの種類の速度制限に対応しているかには違いがある。
速度照査は、地上に設置されている装置と車上に設置されている装置の組み合わせによって動作している。地上から車上にどのように情報を伝えるか、どのように車上装置が制限速度を適用するかなどで様々な方式がある。また、速度照査で制限速度違反を検出した時の動作についても、非常ブレーキを掛けてその場で列車を止めてしまう方式のものと、制限速度以下に列車が減速した時点でブレーキを緩める方式のものがある。
この項目では、速度照査で用いられている各種の方式・原理と、それを実装した各種保安装置の実例、設置状況などについて説明する。

## 情報伝送方式
速度照査方式の種類は、地上から車上への情報の伝送の仕方で点制御と連続制御の2種類に分類されている。

### 点制御
点制御 (intermittent control) の速度照査は、情報をある特定の地点で地上から車上へ伝送するものである。伝送できる箇所が制限されているため、途中で信号機の指示速度が変化してもそれをすぐに車上へ伝達することができない。受け取った情報に応じて車上の装置が速度照査を行うが、情報を受け取った地点でのみ速度を照査して必要に応じてブレーキを掛ける方式（点照査）と、次に制限速度情報を受け取る地点まで車上装置が情報を記憶して列車の速度を照査し続ける方式（連続照査）がある。

### 連続制御
連続制御 (continuous control) の速度照査は、情報を随時地上から車上へ伝送するものである。列車がどの位置にいても常に情報を伝送し続けられるため、信号機の指示速度が変化した時にその情報を即時車上へ伝達することができる。連続的に受け取る制限速度情報に基づいて、常時列車の速度が照査される。

## 照査方式
受け取った情報に基づいて、どのように列車の速度を照査するかの方式としては、点照査、連続照査、パターン照査がある。

### 点照査
点照査は、点制御の情報伝送に基づいて受け取った情報により、その場でのみ速度照査を行うことを指す。情報伝送が行われた地点でのみ速度照査を行うため、照査地点以外では照査が行われず、その間の列車の制御は運転士に委ねられることになる。
点照査の概念を図に示す。図では、横軸方向に距離、縦軸方向に速度をとり、列車は左から右に進行するものとする。薄い緑の着色でその地点の制限速度を表す。この例では、最初は制限速度は100 km/hであるが、途中から制限速度が80 km/hに変化する。このため、速度制限開始地点までに適切に減速しなければならない。
1.に示したように、速度制限が開始される地点よりもある程度前から青い曲線のようにブレーキを掛けて減速すると、所定の制限速度を守って走行することができる。これが求められる運転である。
2.は、速度制限の開始地点で80 km/hで走っていることを保証するために速度照査を設定した例である。赤い縦の線で示した位置でピンポイントで列車の速度を照合し、80 km/h制限を守っているかどうかを調べ、守れていなければ自動的にブレーキを掛ける。運転士が正しくブレーキを掛けて青い線に沿って減速すると、問題なく速度照査のチェックをクリアして進行することができる。しかしこの例では速度制限開始地点そのもので速度照査をしており、仮に運転士が速度制限を全く無視してそのまま進行してくると、速度照査によるブレーキが作動してもすぐに制限速度以下に減速させることはできないため、赤い破線で示したように制限速度を超過してしまう。
したがって3.で示したように、速度照査を掛ける地点は速度制限開始地点よりある程度前に設定する必要がある。速度照査の地点と速度制限開始地点の距離は、求められる減速の度合いと、その路線で運行されている車両のブレーキ力などによって決定される。赤い破線で示したように速度制限を無視して進行してきた列車は、速度制限開始地点までに制限速度以下に減速するので制限速度違反は起きない。一方で速度照査する地点が手前に移ってしまうので、問題なく運転されている列車でも速度制限開始地点より手前の速度照査地点から制限速度を守って運転することが求められるようになり、実質的に速度制限の区間が手前に拡大することになる。
4.は運転士が悪意を持って制限速度違反を試みた例である。点照査式の速度照査ではある1地点での速度しか照合しないので、その地点だけで制限速度を守っていれば自動的なブレーキは掛からない。速度照査点をクリアしてから再加速すれば、制限速度を故意に違反することは容易に可能である。またそもそも100 km/h制限とされている区間で制限を大幅に超過して速度照査地点に進入してきた場合には、速度照査によりブレーキが掛かり始めても、速度制限開始地点までに十分減速できないことがありえる。
点照査ではこのように、悪意を持って運転した場合には速度超過を完全に防ぐことはできない。しかし実際の鉄道においては、運転士の不注意・ミスを防止できれば十分であるため、適切に照査速度と照査地点が設定されれば十分な安全性を実現することができる。

### 連続照査
連続照査は、主に連続制御の情報伝送に基づいて受け取った速度制限情報により、常時速度照査を行うことを指す。ただし、点制御により受け取った速度制限情報を、次の情報伝送まで保持して照査し続ける方式もある。
連続照査の概念を図に示す。図の見方は点照査の図と同じである。連続照査では連続的に照査が行われるので、区間ごとに照査速度が設定される。
1.に示したように速度制限と全く同じに照査速度を設定すると、点照査の場合と全く同様に、速度制限を無視してそのまま進行してきた列車に対して実際に速度照査による自動的なブレーキが作動するのは速度制限開始地点以降となり、制限速度違反が発生してしまう。
これに対して、2.で示したように速度制限開始地点より手前の区間から照査速度を設定されている速度制限の値にすることで、速度制限を無視してそのまま進行してきた列車を速度制限開始地点までに適切に減速させることができる。実質的に速度制限区間が手前に拡大されることになるのは、点照査の例と全く同様である。
連続照査では常に照査が行われ続けているので、点照査とは異なり運転士が故意に速度超過させることができない。このため、点照査よりさらに安全性の高い方式となっている。

### パターン照査
速度制限が適用される位置、あるいは停止しなければならない位置までの残り距離の情報が制限速度の情報と一緒に地上から伝送され、車上装置がそれを基にその列車のブレーキ性能で実現可能な運転曲線（ブレーキパターン）を計算して、パターンよりも速度が超過しないように照査する方式である。パターンと実際の速度を常時比較するので連続照査の一種である。
パターン照査の概念を図に示す。この例では当初100 km/h制限で、途中から60 km/h制限になることを前提にしている。
1.に示したように、車上の速度照査装置は速度制限開始地点までの距離と設定されている制限速度、自列車のブレーキ性能を基に、赤い線で示したようにブレーキパターンを計算して内部で保持する。ブレーキ性能は、非常ブレーキのように最大のブレーキ力を前提にするのではなく、運転士が通常運転時に用いるブレーキ（常用ブレーキ）を前提にするのが通常である。
2.では、運転士が通常通り列車を制御して運転した場合を示す。青い線で運転士の操作による列車の運行を示す。速度制限をきちんと守るように運転士がブレーキを掛けると、青い線は常に赤い線の内側（下側）に収まり、速度照査装置は運転に干渉しない。
これに対して3.では、運転士が速度制限を無視してそのまま進行してきた例を示す。運転士の操作を示す青い線が、あらかじめ速度照査装置が計算しているブレーキパターンを示す赤い線に触れると、それ以上進行し続けると速度制限を違反してしまうことになるので、速度照査装置がブレーキパターンの内側に収まるように自動的に列車にブレーキを掛ける。
パターン照査は、常時速度照査をするという点で安全性では連続照査と変わらない。一方で、点照査や連続照査では速度照査に抵触した列車が制限速度以下に減速するために必要な距離を見込んで照査地点を実際の速度制限開始地点より手前に設定しなければならず、実質的に速度制限区間の拡大を招いていたが、パターン照査では実際に必要な速度制限区間だけに照査を掛けることができる。これは運転士にとっては、不必要に速度照査装置に運転を妨害されることなく、速度照査がないのと同じように運転することができるということを意味する。
貨物列車のようにブレーキ性能が特に悪い列車が性能のよい電車と混在して運転されている路線では、列車種別によって速度照査の設定を切り替える仕組みを導入しない限り、もっとも性能の悪い列車に合わせて速度照査の設定が行われる。これは性能のよい列車にとっては、不必要に手前から減速を強いられて所要時間が伸びることになる。ブレーキ性能に応じて速度照査の設定を切り替える仕組みを導入すれば、この問題は解消できる。パターン照査では、車上装置がそれぞれの列車のブレーキ性能に応じてブレーキパターンを計算するので、どの列車にとっても最適な位置で速度照査が行われる。

## 速度照査の適用対象
速度照査による照査を適用する対象としては以下のような例が挙げられる。速度照査装置の種類により、どの種類の速度制限を適用できるかは異なっている。

### 信号機
鉄道の信号機では、進行と停止の中間に注意や警戒など様々な現示があり、国や鉄道会社によっても異なるが、それぞれに速度制限が設定されていることがある。例えば日本のJRでは、多くの場合注意（黄色1灯の現示）では45km/h（高減速車に限り55km/h）制限となっている。信号機による速度制限は、信号機の時間的な現示変化を列車に伝送しなければ速度照査ができない。信号機による速度制限の照査機能を持っている装置であっても、一旦車上に制限が掛かっていることを伝送して速度照査が始まった後に、信号機の現示が変わって速度制限が解除された場合に速度制限解除の情報をすぐに伝送できるかどうかは、装置によって差異がある。

### 速度制限のある曲線・分岐器
曲線や分岐器に高速で進入すると脱線の危険があり、また乗客の乗り心地を阻害するため、速度制限が設定されていることがある。これは線路条件が変化しなければ常に一定であり、恒久的速度制限とも呼ばれる。ただし同じ地点であっても、車種によって制限速度が異なることもある。また分岐器では、直線側を進行する時と分岐側を進行する時で速度制限が異なっていることもよくある。

### 臨時速度制限
工事や保線作業を行っている区間などに臨時に速度制限が設定されることがある。平常時は速度制限がない区間に新たに設定されるので、何らかの手段で列車に新たに設定された速度制限の情報を伝達する必要がある。

### 最高速度
路線自体に最高速度が設定されていることがある。これは法的に設定されたものである場合と、技術的に設定されたものである場合がある。また路線ではなく車種によって最高速度が設定されている場合もある。この制限に対応した速度照査装置は、常時その速度を超過しないように監視する。

## 原理
速度照査で用いられている原理を分類して説明する。

### 地上時間比較式
地上時間比較式の速度照査は、判定を地上側で行いその結果を車上に送信して必要時にブレーキを掛ける仕組みとなっている。車上側からは、常に一定の周波数の電磁波が地上に対して送信されている。速度照査を掛ける地点では、レールの間にループコイルが敷設されており、これにより車上からの電磁波を受信する。受信した時点からタイマーによるカウントが始まり、ループコイル上をあらかじめ定められた時間以内に通過すると速度超過と判定する。
例として、36 km/hで速度照査を掛ける場合を考える。これは秒速に換算すると10 m/sとなる。仮にループコイル長が10 メートルであれば、制限速度ちょうどで走っている列車はこの上を1 秒で通過し、制限速度以上の列車はこれより短く、制限速度以下の列車はこれより長くなる。したがってループコイル上を1秒未満で通過した列車に対して速度超過と判定してブレーキ指令を送る。
この方式では、制限速度そのものの情報は地上から車上へ送信されず、速度照査結果のブレーキ指令が送られるだけである。このため、点制御点照査の速度照査となる。
この方式は、日本のATS-S・Sxで用いられている。

### 車上時間比較式
車上時間比較式の速度照査は、地上に2つの地上子を設置してその間の通過時間を車上で測定する仕組みとなっている。地上子はRLC回路となっており、特定の周波数に対して共振する。車上から常に一定の周波数の電磁波を送信しており、地上子の上を通過する時に共振により起きる周波数変化（変周）を検知することで地上子を検知することができる。対になっている2つの地上子の間隔は、その地点での照査速度に応じて決定される。車上では2つの地上子の設置地点の通過時間が一定時間より短い時に速度超過と判定する。
同様に例として、36 km/hでの速度照査を考える。この時に2つの地上子を10 メートル離して設置してあれば、その間を制限速度ちょうどの列車は1秒で走行し、制限速度以上の列車はこれより短く、制限速度以下の列車はこれより長くなる。1個目の地上子を通過した時点でタイマーを起動し、2個目の地上子を通過した時点での時間が一定時間未満であれば速度超過と判定してブレーキが掛かる。
車上側には地上子の設置間隔の情報も制限速度の情報もなく、単に一定の時間を計測して判定するのみである。したがって特定の路線に設置する速度照査用地上子は全て同じ通過時間を前提にして、地上子の設置間隔を調整することで照査速度を設定する。一方、ブレーキ性能が高い列車では通過時間の設定を長めに、ブレーキ性能が低い列車では通過時間の設定を短めに設定することで、列車ごとに制限速度の設定を一定の割合で変えることも可能である。
この方式は、照査速度の設定を地上子の設置間隔に依存しているため、照査速度を0 km/hに設定して絶対停止を指示することができない。行き止まりの駅などでは多数の地上子を設置して、終端に近づくにつれて間隔を短くしていくことで制限速度を段々落としていき、オーバーランの防止を図っているが、制限速度以下でゆっくり前進を続ける列車に対しては阻止することができない。このため、別の周波数に共振を設定した地上子を設置して絶対停止を指示する仕組みになっているものもある。
この方式は、地上子が単なるRLC回路であるので電源を必要とせず、比較的安い費用で設置することができるという長所がある。地上時間比較式と同様に制限速度そのものの情報は送信されないので、点制御点照査の速度照査となる。常に一定の速度で照査するため、信号機の現示による制限速度の照査には使えない。
この方式は、日本のATS-ST・SW・SS・SK・SFで用いられている。これらでの照査時間は標準で0.5 秒である。

### 多変周地上子式
多変周地上子式は、RLC回路でできた地上子をレール間に設置し、その共振周波数をスイッチで切り替えることにより車上に情報を伝送する仕組みである。車上からはその共振周波数により制限速度の情報を読み取り、車上装置が現在の列車速度と照合して必要に応じてブレーキを掛ける。
この方式は、地上子の共振周波数を切り替えるためにスイッチを駆動する必要があり電源が必要であるが、信号機の現示による速度制限の情報を伝送することができる。また制限速度そのものの情報が車上に伝わるので、車上装置の仕組みによっては点制御連続照査を実現することもできる。
多変周地上子式で点制御点照査を実現しているものとしては、ドイツ・オーストリア・スロベニア・クロアチア・ルーマニア・カナダなどで用いられているINDUSI（PZBとも呼ばれる）やそれとほぼ同等のスペインのASFAなどがある。また点制御連続照査を実現しているものとしては、近鉄・京王・東武・小田急などのATSがある。

### 軌道回路式
軌道回路式は、レールに電流を流して車軸でこれを短絡することによって列車の位置を検知する仕組みである軌道回路を情報伝送に利用する仕組みである。AF軌道回路式では、列車位置を検知する信号電流の周波数とは別に情報伝送用の周波数が用意されており、これを軌道回路電流に重畳して送信し、車上装置で受信して制限速度やその他の情報を読み取る。軌道回路断続符号式では、軌道回路の信号電流の断続回数や断続時間で情報を送信し、車上装置で受信して情報を読み取る。
軌道回路電流で情報を伝送するため基本的に連続制御となる。なお、レールに沿って設置した情報送信用のケーブルで情報を伝送する添え線式もあるが、原理としては軌道回路式とほぼ同様である。
軌道回路により連続制御連続照査を実現しているものとしては、日本の民鉄各社で導入されているATSや、新幹線のアナログATC、オランダのATB、イタリアのBACCなどがある。またデジタルATCやフランスのTGVで用いられているTVM-430は連続制御パターン照査である（デジタルATCは停止位置までの1段ブレーキパターン、TVM-430は次の閉塞までのパターンという違いがある）。

### 交差誘導線式
交差誘導線式は、レールの間に交差誘導線と呼ばれるケーブルを敷設し、このケーブルと車上の間で電磁波を利用した通信を行うことで情報を伝送する仕組みである。前方の進路の開通状況や先行列車までの位置といった情報などが車上に伝送されて、車上装置がその情報に基づいて照査を行う。
交差誘導線により連続制御パターン照査を実現しているものとしては、ドイツやオーストリアで用いられているLZBがある。

### トランスポンダ式
トランスポンダ式は、デジタル信号でデータを送受信する地上子を設置しておき、その上を通過する列車と情報をやり取りする仕組みである。一地点で情報を列車に伝送する点では多変周地上子式と似ているが、デジタル化によって多くの情報を伝送できるようになった。伝送された情報に基づいて車上装置で速度照査を実現する。
トランスポンダ式で点制御パターン照査を実現しているものとしては、日本のATS-P、フランスやベルギーで用いられているTBL、フランスで用いられているKVB、これとほぼ同等でノルウェーやスウェーデンで用いられているEBICAB、ヨーロッパ共同のETCS レベル1などがある。

### 無線通信式
無線通信式は、無線通信を行うことで情報伝送を行う仕組みである。速度制限が設定されている位置などは、線路上のキロ程といった絶対位置情報で伝送され、別途列車の現在位置を測定する手段と組み合わせることで車上装置により速度照査のためのパターンを生成する。曲線や分岐器などの恒常的な速度制限については、車上のデータベースに位置と制限速度が記録してあることもある。
無線通信式で連続制御パターン照査を実現しているものとしては、JR東日本で開発中のATACSや、ヨーロッパ共同のETCS レベル2、レベル3がある。

### 速度計式
車両の運転設備に設置された速度計の表示速度をそのまま照査対象にする方式である。
ATSが普及し始めた頃、電気式の速度計の精度は今ほど高くないとされ、また、主に蒸気機関車には一定時間ごとに作動する機械式速度計が取り付けられていた。このこともあって、速度計とは別に列車の進行速度を検出する前述の方式が開発された。しかしその後、蒸気機関車や戦前型電気機関車が一掃され、電気式速度計の信頼性も向上したことから、電気式速度計を速度照査の手段として使われることが出てきた。
ATS-Pで使用している。ATS-Pでは運転台用の電気式速度計をそのまま使うのではなく、別個により高精度の電気式速度計を搭載している。
速度系式の最大の問題は、通常の鉄輪・鉄製の軌道による鉄道はゴムタイヤ式の自動車と比べても摩擦力が少ないため、加減速時に車輪が滑走（フラット）しやすい点にある。これを抑制する方法としては実際にATS-Pを採用しているJR各車では、先頭車の第1軸を避けて設置する他、空転する可能性の高いモーターや気動車の駆動軸も避けて設置することとしている。ただしこれには異論があり、京浜急行電鉄は「駆動軸であれば空転が発生したとしても、速度計が示す以上の速度は出ていない」として電動台車に速度計を取り付けている（ただし、京急のATSの速度照査は速度計によるものではない）。

## 国鉄・JRにおける速度照査
日本国有鉄道（国鉄）とそれを引き継いだJRグループにおける速度照査装置について詳細を説明する。

### タイマー方式による速度照査

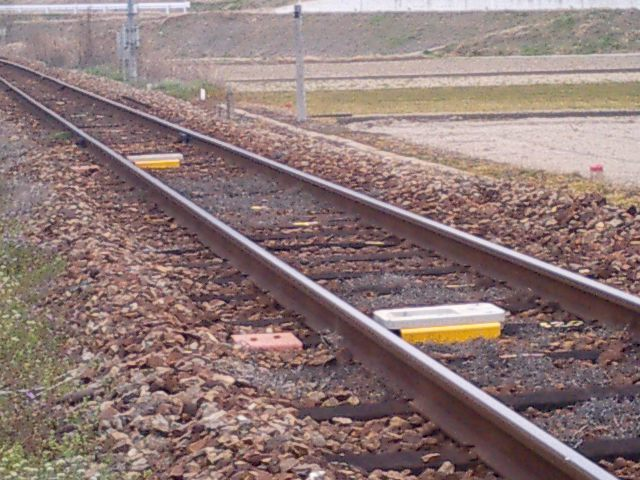
速度照査用ATS地上子

国鉄・JRのタイマー方式の速度照査には、地上タイマー方式と車上タイマー方式の両方があり、点制御点照査である。照査速度を超過して通過すると即時非常ブレーキとなり停止まで緩解されない。タイマーの照査時間は標準で0.5秒である。

#### 地上タイマー方式

##### 分岐器過速度警報装置
国鉄時代に開発・整備された分岐器過速度警報装置が、地上タイマー方式の基礎である。警報から5秒以内に「確認扱い」をしないと非常制動が掛かるが、確認扱い後は全く無管理である。ATS-B、S、SN、SNにこの機能がある。
1966年の東北本線新田駅、および1968年の東海道本線膳所駅での貨物列車の脱線転覆事故を受けて、主要幹線に整備されたもの。時速60km以上では速度照査ができない欠点があった。
分岐器過速度警報装置 / 防止装置は地上側で速度照査を行うため、列車検出コイル、ATS地上子のほか、地上子制御用のタイマーとリレー回路、及び動作電源が必要であり、低圧電源の得にくい駅以外の設置に困難があった。

##### 曲線における速度照査
車上側に速度照査機能を持たないATS-SNやATS-SN方式では、この分岐器過速度警報装置と同じ構造で機能が即時停止の地上タイマー式過速度防止装置を当該曲線等の手前に設置することで、速度照査を行い過速の度合いにより非常制動で強制停止と警報動作がある。即時停止機能を用いた場合は制限60km/h以上にも有効である。北海道旅客鉄道（JR北海道）では2005年7月26日より、同装置を用いて曲線での速度照査の運用を開始した。
曲線過速度防止装置は従前ほとんど設置されていなかったが、2005年4月25日に発生したJR福知山線脱線事故を承けて国土交通省がATS-Pも含めて曲線速照設置を義務付けたため各社実施計画を定め設置工事中である。

#### 車上タイマー方式

##### ATS-ST系列
東日本旅客鉄道（JR東日本）と東海旅客鉄道（JR東海）が全JR用に共同開発したATS-SNに車上側での速度照査機能を付加したものがATS-STであり、地上側に対応するATS地上子を設置することにより、曲線部など任意地点における速度照査が可能である。ATS-S改良形（ATS-Sx形）と呼ばれるもののうち、ATS-SW・ATS-SS・ATS-SK・ATS-SFがほぼ同様の機能を持つ。本項目ではこれらにATS-SN●を含めたものをATS-ST系列と記す。ATS-STに速度照査機能が付加されたのは1994年以降であり、他のATS-ST系列についても同様と考えられる。
ATS-ST（JR東海）ではまずS型の過速度警報装置では無防備だった60km/h以上の分岐器制限個所に分岐器過速度防止装置として設置し、すぐに行き止まり駅にも4 - 5対でY現示制限速度以下に対応する過走防止装置を構成して転用、次いで合流のある出発信号機にも過走防止装置として設置した。
なお、ATS-S改良形（ATS-Sx形）のうち、ATS-SN（JR東日本）・ATS-SN（JR北海道）には車上側での速度照査機能は無いため、前記の地上タイマー方式を用いることになる。

###### ATS-ST（JR東海）
JR東海がATS-SNに、速度照査機能を付加して開発したものであり、列車番号送出機能も付加されている。1990年に運用を開始し、1994年 - 1998年にかけて速度照査機能が付加された。

###### ATS-SW（JR西日本）
ATS-STのハードウェアをCPU制御で再設計したもので、ATS-STの機能から列車番号送出機能を省略した他はATS-STに準じる。西日本旅客鉄道（JR西日本）用。1991年に運用を開始した。

###### ATS-SS（JR四国）
ATS-SWと同様のもので、四国旅客鉄道（JR四国）用である。1993年に運用を開始した。

###### ATS-SK（JR九州）
ATS-SWと同様のもので、九州旅客鉄道（JR九州）用である。1994年に運用を開始した。

###### ATS-SF（JR貨物）
日本貨物鉄道（JR貨物）用で、当初はATS-Sと同等であったが、のちにATS-SNの機能が追加され、現在ではATS-STの機能も追加されている。

###### ATS-SN●（JR東日本）
JR東海のATS-ST線区への乗り入れ対策として速度照査ボードを追加したJR東日本の車上装置。JR東日本のATS-SN区間には過速度警報装置はあるものの、絶対停止コマンドの速度照査機能が無かったが、近年-SFとして設置されはじめている。ただし、ATS-SN●搭載車にはATS-Pが併載されており、JR東海もATS-PTへと移行した現在ではJR東日本・東海区間においてATS-SN●の速度照査機能が使用される機会はない（伊豆箱根鉄道駿豆線乗り入れの場合のみ使用する機会がある）。

##### ATS-ST系列による曲線での速度照査
速度照査は当該箇所へのATS地上子の設置によって可能になるのであり、ATS-ST系列が設置されている路線の曲線のすべてで速度照査が行われているわけではない。JR福知山線脱線事故以前の設置数は全国合計で曲線25箇所に過ぎなかった （JR東海 8箇所/JR西日本 17箇所/JR四国 0箇所/JR九州 0箇所）。分岐器過速度警報装置の更新用として開発・普及したのが実態である。
ATS-ST系列による信号に対する速度照査
ATS-ST系列では、信号に対する速度照査地上子は十分に設置されていない（絶対信号のみへの設置で、しかもそのほとんどが低速域の速度照査に特化されている）のが現状である。
また、閉塞信号には速度照査地上子・即時停止地上子が設置されていない。例外として、JR東海・あおなみ線の複線区間で場内・出発信号機が設置されていない駅には、閉塞信号であっても場内相当（入口側）に即時停止地上子が設置されている。また、愛知環状鉄道のすべての閉塞信号には速度照査地上子が設置されている（後述）。
ATS-ST系列の速度照査用地上子
ATS-ST系列での速度照査にはATS-Sx系地上子がLC共振回路で無電源動作のため、電源の確保が困難な山間部でも容易に設置できる。車上側で速度照査を行うため、地上側に地上子制御用のタイマー回路は不要であり、比較的安価に速度照査地点を増やすことが可能である。価格は部品代で1対（地上子2基1組）で10万円程度、設計・工事費を含め3対1組で100万円前後と報道されており、曲線制限には制御がないから自社設計施工なら、40万円程度で設置できると考えられる（工事費を除く）。

### パターン方式による速度照査
パターン式の照査を行うATS-Pでは、常時速度照査が行われているが（拠点Pを除く）、これは信号に対する速度照査であって、すべての曲線の速度制限に対して常時速度照査が行われているわけではない。ATS-Sxと同じく、速度照査は地上子等の設備付加によって可能になるのであり、ATS-Pが設置されている路線が必ずしも曲線において速度照査を行なっているとは限らない。
- ATS-P（JR東日本・JR西日本）
- ATS-PN（JR東日本、P地上装置の1形式。安価）
- ATS-PT（JR東海）
- ATS-PF（JR貨物、貨物用P車上装置）

JR東日本のATS-Psは、ATS-Sxと上位互換のATSであり、ATS-Pのようにパターン照査を行う機能を持っている。列車毎のブレーキ性能に合わせた減速パターンを発生させ、列車がこのパターンに接近すると警報を発し、パターンを超えると自動的にブレーキがかかるようになっている。

## 日本の民鉄における速度照査

### 地上タイマー方式（単変周式・点照査）
照査原理についてはJRの地上タイマー方式(ATS-SN)と同じである。
採用例: 福島交通など、比較的遅い時期にATSを整備した地方私鉄に多い。

伊豆急行線に関しては、国鉄（→JR）の乗り入れ車を改造することなく運輸省昭和42年度通達を遵守出来るよう、地上タイマー方式を採用した上で車両の確認ボタンを使用禁止し、速度制限を守っている限りは警報自体が鳴らず、超過した場合は（5秒後ではあるが）非常ブレーキが動作する扱いとしていた。当該項も参照。

### 車上タイマー方式（単変周式・点照査）
照査原理についてはJRの車上タイマー方式（ATS-ST系列）と同じである。
名鉄などで採用されているものは、絶対停止機能（=0km/h照査）がないため、出発信号機直下や線路終端部では2基一対の地上子の間隔を非常に狭くして設置している。この問題点として、非常に低い速度での冒進が可能であり、名鉄新岐阜駅での車止衝突などの事故の原因となっている。
採用例: 名鉄・南海・京阪・ことでん・筑鉄など

### 車上連続照査方式（多変周式・AF軌道回路方式・その他の方式）
軌道に流す連続的な情報または地上子による点で受け取る情報を元に、車両側で連続的速度を照査する。

#### 多変周式
地上子で車両側が信号を受信・記憶し、その信号に合わせた一定の速度で連続的に（東武はパターンで）照査する。信号機の現示アップ等で照査速度が上がっても、次の地上子を通過して信号を受信するまでは照査を続けるか、確認ボタンを押して照査を解除する。
採用例: 近鉄・京王・東武・小田急

#### AF軌道回路方式
後に国鉄ATCでも採用されたAF軌道回路を使って連続的に信号を流し、列車側がこの信号を受信して連続的にある一定の速度で照査する。信号の現示がアップした際はすぐにアップした照査速度の信号を受信することができる。ただし、地上子を併用している場合は多変周式と同様次の地上子まで照査を続ける。
採用例: 阪神・阪急（神戸本線と京都本線はパターン式）・山陽・相鉄・西武（パターン式）・西鉄・神鉄(信号現示とは関係の無い、曲線等による速度照査に利用)

#### その他の方式
国鉄ATSのB型と同様にレールに常に電流を流し、電流を切ることによって信号を送っている。この電流を切る時間で照査速度を車両側に伝えている。照査は一定の速度で連続的に照査する。（東急は点照査）
採用例 京急・京成・都営（以上3社局とその乗り入れ先各線は1号型ATSと呼ばれる共通仕様、照査する速度によって地上タイマーも併用）・東急

## 速度照査の現状

### JR北海道
JR北海道は130km/h運転を行う特急列車を始め、多くの高速列車を運行しているが、同社の運転保安装置は海峡線のATC-Lを除くとすべてATS-SNである。従来は曲線での速度照査装置は貨物列車の過速度転覆事故が相次いだ函館本線大沼付近の峠越え区間にのみ設置され他所には全く無かったため、曲線での速度超過の危険性に対する列車の保安は事実上、運転士の注意力のみに委ねられていた。
国土交通省の通達を受け、同社は2005年7月26日より、ATS-SN線区における曲線での速度照査装置の運用を開始した。既に10箇所で運用を開始しており、2006年度末までに計21箇所設置する予定。当該装置は分岐器過速度防止装置と同じもので速度照査地点ごとに地上タイマーと列車検出地上子、即停地上子制御用のリレー回路が必要であり、また、豪雪山間地域における電源確保（高圧から変圧）やその維持管理などが必要で、全く無電源のST/SF車上タイマー方式と較べると費用が嵩む。なお、分岐器での速度照査は200箇所以上で実施していた（分岐器過速度防止装置によるもの）。

### JR東日本
在来線6473.9km（2005年3月31日現在）のうち、ATS-PおよびATS-Psが設置されているのは1820km程度である。従来からATS-P区間の109箇所の曲線において速度照査を行なっていた。また、ATS-SNが設置されているのは4577.4kmである。従来はATS-SN区間において、分岐器や曲線での速度照査は行なわれていなかった。なお、分岐器速度制御装置の設置例は確認されていない。
ATS-P単独区間である京葉線西船橋－蘇我間に貨物列車を運行するに当たり、当初JR貨物はJR東日本のATS-P搭載機関車の借入を検討したが、制動特性が違うことと貨物制限にATS-Pが対応していないことなどから借入を断念し貨物用のATS-SF地上装置を設置して入線した。中線手前に速照地上子3対で構成されるATS-SF分岐器過速度防止装置と出発信号手前に速照地上子4 - 5対で構成されるSF過走防止装置が設置された。また新宿駅などにも同様のSF過走防止装置が設置されている。

#### JR東日本の整備計画
JR東日本では今後、以下に記す整備を予定している。
- 2009年度末までに、820箇所の曲線において速度照査を行う。国土交通省の指摘を受けた曲線は63箇所、自主的設置箇所は757箇所である。820箇所のうちATS-P/ATS-Ps区間での設置は292箇所であり、このうち109箇所は既に設置済である。528箇所はATS-SN区間であり、この線区での速度照査をどうするかは現在のところ検討中である[要出典]。
- 分岐器での速度照査を2009年度末までに187駅、2012年度末までに9駅の計196駅で行う。このうち26駅はATS-P/ATS-Ps区間である（この26駅について従来から速度照査していたか否かは不明である[要出典]）。
- 線路終端部26駅について、2009年度末までに速度照査を行う。うち2駅は国土交通省の指摘を受けたものである。なお、ATS-Pでは線路終端部における速度照査を行なっていた事例があることから（過走防止線の無い東京駅1・2番線など）、この26駅は今後設置するものを指すと思われる[要出典]。
- ATS-P区間を2006年度末までに2線区、2009年度末までに14線区、2012年度末までに4線区、計20線区約850kmを新たに整備する。
- ATS-Psを新たに23駅に設置する。設置予定駅は、青森駅、八戸駅、盛岡駅、北上駅、一ノ関駅、福島駅、郡山駅、弘前駅、東能代駅、秋田駅、酒田駅、新庄駅、山形駅、石巻駅、会津若松駅、小出駅、吉田駅、柏崎駅、直江津駅、長野駅、松本駅、小淵沢駅、水戸駅。ATS-Psは主要駅での過走防止のために設置を拡大するものと見られる[要出典]。黒磯以北の東北本線などの重幹線についても、駅以外の路線の整備については公表されていない。なお、ATS-Ps線区はATS-SNと併設であることから、統計を見る場合は注意が必要な場合がある。

### JR東海
JR東海は、車上側での速度照査を可能にしたATS-STをいち早く導入した。しかし130km/h運転を行う特急列車や新快速などを多く運行しながら、曲線での速度照査は在来線全線のうち、転覆懸念箇所として40km/h以上減速の必要な地点8箇所総てで行なっていて、JR西日本の様な除外要件（＝130km/h以上の路線のみ設置）を付けずに物理条件だけで設置している。国土交通省は（國枝の式に基づく）転覆懸念速度×0.9を算出基準とした設置基準通達を発し、同社に対し、新たにATS-ST線区の9箇所で速度照査設備の緊急整備を行うよう指示しているが、整備状況は不明である。また新型のATS-Pの導入には否定的な態度を示していたが、ATS-PTを2010年までに主要路線に、2012年までに全線に導入した。

### JR西日本
JR西日本はJR福知山線脱線事故の発生以前、17箇所の曲線で速度照査を行なっていた。
これはJR東日本以外のJR各社の中では最も多いが、在来線4388.1km（50線区）に対しては十分な数ではなかった。また、設置箇所について「最高速度130km/hの路線」という不合理な限定を付したため、福知山線脱線事故現場（曲線進入前後の制限速度差が50km/h）が設置対象から漏れることになった。
関西圏のアーバンネットワーク線区の大半ではATS-SWが多用されているが、現状ではATS-SWは信号に対する速度照査地上子が十分に設置されておらず、ATS-Pと比較して保安度が大きく劣る。

#### JR西日本福知山線脱線事故と速度照査
107名の死者を出したJR福知山線脱線事故は、速度照査の重要性を浮彫りにした。事故以前の福知山線にはATS-SWのみが導入されていたが、事故現場の曲線では速度照査を行なっていなかった。
事故の重大性及び社会に与えた影響などから国土交通相は、事故復旧完了後の運転再開の条件として福知山線に対しATS-Pの設置を条件としてJR西日本に勧告した。JR西日本はこの勧告に従い、運転再開（2005年6月19日）と同時に、尼崎-新三田間にATS-P（拠点P方式）が導入され、急曲線の多くに対しては併せて、ATS-PおよびATS-SWの速度照査地上子が設置された。
　なおJR西日本に設置された速度制限ATS-P地上子の多くで、社内でのATS-P設定仕様の不徹底によりJR西日本制定の車種別の上限速度加算設定が行われず、パターン上限速度の設定値を誤ってJR共通方式＝東日本方式で設定していたものが路線単位で多数あり、福知山線は丸ごとJR共通方式で設定されて多くの誤設定（加算速度0）を生じたが、対象車両がなくここでは実害は生じていなかった。また高速危険側の偶発誤設定も少なからずあって後に改修された。また曲線速照の義務化によりJR西日本ATS-Pの車種別制限差加算方式は全JR共通方式とされた。
運転再開後もATS-SWの速度照査地上子を設置したのは、ATS-Pを搭載していない列車が多く運行されているためである。ATS-Pを搭載していない車両は主に、JR西日本の特急列車（ATS-SW搭載）である。

#### JR西日本の整備計画
JR西日本は今後、以下に記す整備を予定している。
- 2005年度末（2006年3月31日）までに、1234箇所の曲線において速度照査を行う。事故に対する批判により対策が強化されたものであるが、1年以内にこれだけの速度照査地点増設が可能なのは、車両側に速度照査ボードを装備しているATS-SW方式の利点ゆえではある。なお、2006年3月28日をもって整備計画の全1234か所で速度照査を開始した。
- 分岐器・線路終端部について、一定の基準でATS-SWによる速度照査を行う。対象箇所への設置工事が進められている。
- 2008年度末までに阪和線（日根野 - 和歌山間）、関西本線（王寺 - 加茂間）にATS-Pを整備し、さらに奈良線（京都 - 木津間）、山陰本線（京都 - 園部間）の整備についても同年度末までを目途に取り組む。また、2010年度末を目途に山陽本線（網干 - 上郡間）、福知山線（新三田 - 篠山口間）、湖西線（山科 - 近江塩津間）を整備する。

### JR四国
JR四国では車上側での速度照査機能を有するATS-SSを整備していた。しかし、多数の急曲線を縫うように高速で走行する振り子式特急列車を多く運行していながら、従来は曲線での速度照査は全く行わず、曲線での速度超過の危険性に対する列車の保安は事実上、運転士の注意力のみに委ねられていた。

#### JR四国の曲線での速度照査
国土交通省の発表によれば、2006年度末までに62箇所の曲線で速度照査を行う予定となっており、うち国土交通省の指摘以外の曲線で自主的に地上子を設置するのは29箇所である。

#### JR四国の分岐器での速度照査
JR四国は分岐器における速度照査を行なっているとしているが、設置数は不明である。なお、分岐器速度制御装置は使用しておらず、すべてATS-SSでの速度照査であるが、今後分岐器速度制御装置を整備するとしている。

#### JR四国の線路終端部での速度照査
線路終端部においては管内で7駅あるすべての終端駅で速度照査を実施しているが、2005年3月2日にJR四国と同じATS-SS方式による速度照査が行われていた土佐くろしお鉄道の終端駅である宿毛駅構内で発生した衝突事故を受けて、全終端駅で線路終端用の速度照査用地上子を増設、順次使用を開始している。

### JR九州
JR九州では車上側での速度照査機能を有するATS-SKを整備していた。130km/h運転を行う特急列車など、多くの高速列車を運行していながら、従来は曲線での速度照査は全く行わず、曲線での速度超過の危険性に対する列車の保安は事実上、運転士の注意力のみに委ねられていた。
JR福知山線脱線事故後の国土交通省の指導を受け、同省指導の曲線39箇所のうち、同社は2006年度末までに15箇所、2009年度末までに24箇所、さらに独自判断の57箇所について2009年度末までにATS地上子を設置し、曲線での速度照査を可能とする予定である。
なお、曲線での速度照査を全く行なっていなかったJR九州であるが、分岐器での速度照査は1968年前後からの国鉄時代の過速転覆事故を承け要所に分岐器過速度警報装置を設置し100箇所以上で実施し、さらに1988年末の東中野追突事故を承けたATS-SK化改良で強制停止機能があり60km/h以上の速度制限にも対応できるSK分岐器過速度防止装置を構成できるようにした。当初は速度照査の車上時素設定が電車で0.5秒、ディーゼルカーと機関車で0.55秒だったが後に高速で走る振り子車両に対しては0.45秒とした。
分岐器速度制御装置は使用しておらず、すべてATS-SKでの速度照査である。

### 国鉄・JRと同一のATSを採用する私鉄・第三セクター鉄道

#### 愛知環状鉄道
愛知環状鉄道はJR東海と同じATS-STを採用している。
分岐器や曲線での速度照査は愛知万博に伴う輸送力増強工事が行われた際に一部の分岐器に速度照査地上子を設置させたが、JR福知山線脱線事故後にほとんどの分岐器や一部の曲線で速度照査地上子が設置された。分岐器速度制御装置は使用されていない。
閉塞信号には閉塞区間毎に少なくとも2箇所で停止信号に対して速度照査が行われており、以前から信号喚呼位置標付近の1箇所で55km/h照査が行われていたがJR福知山線脱線事故後に信号機に近い1箇所に20km/hの速度照査地上子を増設させた。しかし、即時停止地上子は設置されていない（複線区間で場内・出発信号が設置されていない新上挙母・中水野駅付近の閉塞信号も含む）。
なお、愛知万博終了後もJR東海車両が愛知環状鉄道線内に乗り入れ、愛環車両が車両検査のためにJR線に乗り入れているが、JR東海が設置を発表しているATS-PTを愛知環状鉄道線内や車両に設置する計画は一切明らかにされていない（愛環2000系は2007年導入車も含めATS-PT機器の取付が1編成もされておらず、準備工事のみにとどまる）。
参考:安全報告書2011

#### 伊勢鉄道
伊勢鉄道伊勢線ではJR東海の特急南紀や快速みえが最高速度110km/hで乗り入れ、自社車両が関西本線四日市駅まで乗り入れるためATS-STを採用している。
分岐器での速度照査は中瀬古駅や河芸駅で優等列車が速度制限60km/hの分岐器を通過することがあり、速度超過により脱線の危険が伴うためその地点に速度照査地上子が設置されている。
出発信号機での速度照査は正面衝突や安全側線に突入する恐れのある単線区間においては数箇所速度照査がされているが、複線区間においてはロング・即時停止地上子しか設置されていない場合が多い。場内信号機では1箇所のみ速度照査がされている。閉塞信号機ではJRのようにロング地上子しか設置されていない（複線区間で場内・出発信号機が設置されていない駅を含む）。
なお、JR東海のATS-PT導入に伴い車両改良更新が行われた。今後、津駅構内へのATS-PT地上子設置工事等が行われる予定である。
参考：2011年　安全報告書　（2010年度について）